# Anjouanella
Anjouanella comorensis (Baert, 1986), es una especie de araña araneomorfa de la familia Mysmenidae. Es el único miembro del género monotípico Anjouanella. Es originaria de Anjouan y Comores.